# オッパショ石 (お笑いコンビ)
オッパショ石（オッパショいし）は、日本のお笑いコンビ。ケイダッシュステージ所属。

## メンバー
広田 ハヤト（ひろた はやと、1993年11月7日（31歳） - ）
ボケ担当。立ち位置は下手側。本名は廣田 颯（読み同じ）。
神奈川県横須賀市出身、日本大学芸術学部放送学科卒業。身長173cm、体重95kg。足の大きさ27cm。血液型はA型。
趣味は味付け、天才っぽく絵を描くこと、HIPHOPと向き合うこと、釣り、恋愛相談に乗ること。特技はフリースタイルラップ（下北沢スリースタイルダンジョン初代3位）、本名よりしっくりくる名前を提示できる、サッカー、10秒間で4cm背を伸ばせる、アンサーギャグ、映像編集。
2020年6月に石橋遼大（四千頭身）の姉と結婚、これにより石橋は義理の弟にあたる。自主ライブを開催した際、石橋姉弟は毎回欠かさずに来てくれた。ある日に石橋が「僕も芸人になりたいです」と広田へ宣言し、背中を見せてやると意気込んでいたがあっという間に四千頭身がブレイクしてしまったことで「連絡するのめっちゃ気遣う」「なんだか最近敬語になっちゃう」などと述べている。
テレビ朝日『フリースタイルティーチャー』開催の『第2回芸人界最強ラッパー決定トーナメント』で優勝（放送は2022年1月5日・1月12日）。
2023年7月に第一子誕生。
2023年に膝の手術を行う。
2025年3月28日に臍ヘルニア（脱腸）の手術を行う（成功）。
小型特殊免許を所持していたが失効。
MCネームはシュプレヒコール。

蒲谷 ユウキ（かばや ゆうき、1993年5月18日（32歳） - ）
ツッコミ担当。ネタ作り担当。立ち位置は上手側。本名は蒲谷 勇輝（読み同じ）。
神奈川県横須賀市出身、目白大学卒業。身長172cm、体重58kg。足の大きさ26.5cm。血液型はB型。
趣味はほとんどの鑑賞、妄想。特技はフリースタイルラップ（下北沢スリースタイルダンジョン初代王者）、ミニゲーム全般、行間を読む、クイズ（テレ朝縦断ウルトラクイズ優勝）。
普通自動車第一種免許を所持している。
R-指定の奥様に即興ラップを披露したことがある。
MCネームはNADA（カナダに留学していたことから広田が命名）。

## 来歴
浦賀出身の幼馴染同士でコンビ結成（小学校・中学校が同じ）。大学卒業前から活動を続けており、就活は行わなかった。2013年のワラチャン! U-20お笑い日本一決定戦では準決勝進出。しばらくフリーとして活動後、2017年11月にはケイダッシュステージへの所属が決まる。
リンダカラーといった同じく横須賀出身の芸人と共に、横須賀発の芸人集団を旗印とする「0468スタイル」のメンバー。
若手芸人HIPHOP同好会のメンバーとしても活動し、楽曲をリリースしている。
コンビ名は、徳島県にある奇石『オッパショ石』に由来。学生時代に大会へ出場する際にコンビ名が必要となったため、ファミレスで何時間か案を出し合ったが互いにピンとくるものがなく、2人とも妖怪が好きだったこともあり本屋で妖怪図鑑を手に取り開いたページに"ナンジャモンジャ"と"オッパショ石"が載っており、カタカナと漢字の組み合わせが良いと感じて名付けたという。

## 芸風
主に漫才で、M-1グランプリ2022・2023では準々決勝進出。
掛け合い漫才を得意とするが広田曰く「表現方法の1つ」、蒲谷曰く「純粋に笑いを届けたい」と舞台に立つ目的は異なっている。出囃子はSTUTSのRenaissance Beatを使用。（以前はEVISBEATSの八百万 feat 908を使用）

## 賞レースでの戦績

### M-1グランプリ
| 年度   | 結果         | エントリー No. | 会場                   | 日程     | 備考                      |
| ------ | ------------ | -------------- | ---------------------- | -------- | ------------------------- |
| 2015年 | 1回戦敗退    | 110            | 新宿シアターモリエール | 8月27日  |                           |
| 2016年 | 1回戦敗退    | 2171           | 新宿シアターモリエール | 9月4日   |                           |
| 2017年 | 2回戦進出    | 1856           | 雷5656会館ときわホール | 10月6日  |                           |
| 2018年 | 2回戦進出    | 907            | 雷5656会館ときわホール | 10月8日  |                           |
| 2019年 | 3回戦進出    | 310            | ルミネtheよしもと      | 11月10日 | 1回戦敗退後、再エントリー |
| 2020年 | 2回戦進出    | 532            | よしもと有楽町シアター | 11月5日  | 1回戦敗退後、再エントリー |
| 2021年 | 2回戦進出    | 757            | 雷5656会館ときわホール | 10月19日 |                           |
| 2022年 | 準々決勝進出 | 1814           | ルミネtheよしもと      | 11月16日 |                           |
| 2023年 | 準々決勝進出 | 2593           | ルミネtheよしもと      | 11月22日 |                           |
| 2024年 | 3回戦進出    | 508            | KANDA SQUARE HALL      | 11月6日  | 2回戦追加合格             |

- AbemaTV 笑ラウドネスGP2022 決勝進出
- 第3回のむシリカPresents お笑いJACKPOT 決勝進出
- 2024年ABCお笑いグランプリ準決勝進出
- 2024年 第8回ナルゲキ最強決定戦 優勝[10]

## 出演

### テレビ
- 目指せ!! アウトレット芸人6（チバテレビ）
- 犬も食わない（日本テレビ）広田のみ
- 連笑（フジテレビ）広田のみ、挑戦者・四千頭身の審査員の1人として出演
- ゴッドタン（テレビ東京、2020年11月29日）
- ブイ子のバズっちゃいな!（テレビ朝日、2021年1月14日深夜）
- ニノさん（日本テレビ）広田のみ
- フリースタイルティーチャー 7th season　第二回 芸人界最強ラッパー決定トーナメント（テレビ朝日、2021年）広田のみ（優勝）
- 賞金奪い合いネタバトル ソウドリ〜SOUDORI〜（TBS、2022年3月15日）
- 有吉の壁「第3回若手予選会」（日本テレビ）
- フリースタイルティーチャー 10th season　芸人ラッパーニューカマートーナメント（テレビ朝日、2022年）蒲谷のみ
- ヒロミ・指原の恋のお世話始めました#85（AbemaTV、2022年7月21日）蒲谷のみ
- オンエア決めろ! ー笑武ー（BSJapanext、2022年7月26日）
- 知らなくて委員会（北海道放送（HBCテレビ）、2022年7月27日）[11]
- 芸人＃0 （千葉テレビ放送、2022年8月28日・9月4日）
- キャラダチミュージアム〜MoCA〜「キャラダチナイトミュージアム新春SP」（フジテレビ、2022年9月11日・11月13日、2023年1月1日）
- 上田ちゃんネル（テレ朝チャンネル、2023年1月19日）
- よるのブランチ「未来のスターを探せ! サキドリ芸人SHOW」（TBS、2023年2月8日）
- フリースタイルティーチャー 17th season　芸人ラッパー事務所対抗タッグマッチ総当たり戦（テレビ朝日、2023年）
- ラヴィット！第二回つかみ-1グランプリ（TBS、2023年6月21日）
- にちようチャップリン（テレビ東京、2024年2月17日・24日）
- くりぃむナンタラ（テレビ朝日、2024年7月17日・24日）
- くりぃむナンタラ（テレビ朝日、2024年9月25日、10月2日）

### ラジオ
- オッパショ石のブリバリでGo!（FM湘南マジックウェイブ、2017年4月-2024年9月28日）
- ヤングな横須賀大冒険（FM・ブルー湘南）
- K-PRO児島のお笑い大図鑑（山形放送、山梨放送、四国放送、西日本放送、山口放送、静岡放送）- 第7回（2020年11月第2週）ゲスト
- ナイツ ザ・ラジオショー（ニッポン放送）
- 三四郎のオールナイトニッポン年末年始特番（ニッポン放送、2022年12月31日 - 2023年1月1日）　※コーナーのみ（コーナーで優勝し特番ANN0獲得）
- オッパショ石のオールナイトニッポン0 （ニッポン放送）

### Web
- 野々宮・南のジョッキー Got Talent（ニコジョッキー）
- GERA NEXT（2022年12月毎週月曜）※全4回
- NOBROCK TV「DJ KOO パリピスタッフ洗脳ドッキリ」（youtube、2021年10月23日）広田のみ
- 名アシスト有吉＃9「ラップバトル韻TOKYO」（Netflix、2023年）
- お笑いプラス＃1、＃2「インパクトグルメ」（youtube、2023年）※現在は削除
- BAZOOKA!!!／すべてはCになるRAP選手権（Abema、2023年1月28日）
- BAZOOKA!!!／すべてはGになるRAP選手権（Abema、2023年7月20日）
- カチコチTV#141、#142「ノー勃起デート」（FANZA、2023年9月15日、22日）広田のみ
- カチコチTV#154「未公開SP」（FANZA、2023年12月15日）広田のみ
- カチコチTV#162、163「慰安旅行SP」（FANZA、2024年2月9日・16日）広田のみ
- カチコチTV#173「慰安旅行SP未公開編」（FANZA、2023年4月26日）広田のみ
- ナンタラちゃんねる#99、#100（youtube、2024年10月9日、15日）
- マヂラブのマヂでラブになるTV（AT-DX、2024年8月7日）
- Artist Spoken 毎週土曜22:00〜（2022年12月31日スタート）

### テレビアニメ
- ウィッチウォッチ 第10話（2025年、毎日放送） - スケートダンディ役

### MV
- ブラックジョークでよろしく feat. 呂布カルマ（2022年6月24日）広田のみ

### イベント
- 祝！村田秀亮！結婚記者会見（2022年2月16日）広田のみ[12]
- UMEDA HOUSE ＠ヒューリックホール東京（2022年9月25日）